# Судзукі Хіросі
Хіросі Судзукі (яп. 鈴木 寛, 13 грудня 1973, Саппоро) — японський бобслеїст, пілот, виступає за збірну Японії з 1992 року. Учасник п'яти зимових Олімпійських ігор. Найкращим результатом було 18-те місце, як у двійках, так і у четвірках на зимових Олімпійських іграх в Ліллегаммері.